# العلاقات الفيجية الكمبودية
العلاقات الفيجية الكمبودية هي العلاقات الثنائية التي تجمع بين فيجي وكمبوديا.

## مقارنة بين البلدين
هذه مقارنة عامة ومرجعية للدولتين:
| وجه المقارنة                                              | فيجي                                                                 | كمبوديا                   |
| --------------------------------------------------------- | -------------------------------------------------------------------- | ------------------------- |
| المساحة (كم2)                                             | 18.27 ألف                                                            | 181.03 ألف                |
| عدد السكان (نسمة)                                         | 915.30 ألف                                                           | 16.01 مليون               |
| الكثافة السكانية (ن./كم²)                                 | 50.1                                                                 | 88.44                     |
| العاصمة                                                   | سوفا                                                                 | بنوم بنه                  |
| اللغة الرسمية                                             | لغة إنجليزية، اللغة الفيجية، اللغة الفيجي الهندية، اللغة الهندستانية | اللغة الخميرية            |
| العملة                                                    | دولار فيجي                                                           | ريال كمبودي، دولار أمريكي |
| الناتج المحلي الإجمالي (بليون دولار)                      | 5.06 مليار                                                           | 22.16 مليار               |
| الناتج المحلي الإجمالي (تعادل القوة الشرائية) بليون دولار | 8.32 مليار                                                           | 54.37 مليار               |
| الناتج المحلي الإجمالي الاسمي للفرد دولار أمريكي          | 4.96 ألف                                                             | 1.16 ألف                  |
| الناتج المحلي الإجمالي للفرد دولار أمريكي                 | 8.79 ألف                                                             | 3.26 ألف                  |
| مؤشر التنمية البشرية                                      | 0.727                                                                | 0.555                     |
| رمز المكالمات الدولي                                      | +679                                                                 | +855                      |
| رمز الإنترنت                                              | .fj                                                                  | .kh                       |
| المنطقة الزمنية                                           | ت ع م+12:00                                                          | ت ع م+07:00               |

## منظمات دولية مشتركة
يشترك البلدان في عضوية مجموعة من المنظمات الدولية، منها:
| علم المنظمة | اسم المنظمة                               | تاريخ انضمام فيجي | تاريخ انضمام كمبوديا |
| ----------- | ----------------------------------------- | ----------------- | -------------------- |
|             | الاتحاد البريدي العالمي                   | ?                 | ?                    |
|             | بنك التنمية الآسيوي                       | 1970              | 1966                 |
|             | يونسكو                                    | 14 يوليو 1983     | 3 يوليو 1951         |
|             | البنك الدولي للإنشاء والتعمير             | 28 مايو 1971      | 22 يوليو 1970        |
|             | منظمة التجارة العالمية                    | ?                 | ?                    |
|             | وكالة ضمان الاستثمار متعدد الأطراف        | 24 سبتمبر 1990    | 1 ديسمبر 1999        |
|             | الاتحاد الدولي للاتصالات                  | 5 مايو 1971       | 10 أبريل 1952        |
|             | منظمة الشرطة الجنائية الدولية             | ?                 | ?                    |
|             | مؤسسة التمويل الدولية                     | 12 يوليو 1979     | 26 مارس 1997         |
|             | الأمم المتحدة                             | 13 أكتوبر 1970    | 14 ديسمبر 1955       |
|             | مؤسسة التنمية الدولية                     | 29 سبتمبر 1972    | 22 يوليو 1970        |
|             | منظمة حظر الأسلحة الكيميائية              | ?                 | ?                    |
|             | المركز الدولي لتسوية المنازعات الاستشارية | 10 سبتمبر 1977    | 19 يناير 2005        |

## وصلات خارجية
- موقع وزارة الخارجية الفيجية
- موقع وزارة الخارجية الكمبودية